# Jo Ann Emerson
Jo Ann Emerson (Bethesda, 16 settembre 1950) è una politica statunitense, membro della Camera dei Rappresentanti per lo stato del Missouri dal 1996 al 2013.

## Biografia
La Emerson è approdata al Congresso conseguentemente alla morte del marito Bill, dopo aver vinto delle elezioni per nominare il suo sostituto.
Inizialmente la Emerson si presentò come Indipendente, ma qualche tempo dopo aderì al Partito Repubblicano, nonostante si configuri come moderata. Ha votato a favore della ricerca sulle staminali e del ritiro delle truppe dall'Iraq.